# عیسی در اسلام
عیسی بن مریم در اسلام یکی از پیامبران اولوالعزم و صاحب شریعت است که به گفته قرآن معتقدند انجیل بر او نازل شد. نام و داستان وی به کرّات در قرآن و احادیث اسلامی آمده‌است. مسلمانان برای عیسی معجزاتی قائل‌اند؛ از جمله سخن گفتن در گهواره در دفاع از مادر و نیز زنده کردن مردگان و شفای بیماران و کوران مادرزاد و دمیدن حیات در گِلِ بیجان. با این حال، قرآن عیسی را فقط بنده و فرستادهٔ خدا می‌شناسد و هرگونه اعتقاد به تثلیث یا تجسد خدا در عیسی در نزد مسلمانان کفر است. نظر مسلمانان پیرامون مرگ عیسی نیز با آنِ مسیحیان متفاوت است. طبق گفتهٔ قرآن این عیسی نبود که مصلوب شد؛ بلکه امر بر آنان مشتبه شد. به روایتی خدا صورت عیسی را بر یکی از دشمنان وی افکند و وی به جای عیسی مصلوب شد. به اعتقاد شیعیان عیسی در آخرالزمان همراه مهدی ظهور خواهد کرد. پشت مهدی نماز خواهد خواند و مسیح دروغین به دست عیسی کشته خواهد شد.

## عیسی در قرآن

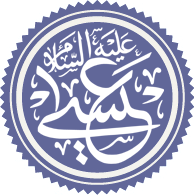
عیسی علیه السلام

نام عیسی ۲۵ بار در قرآن آمده‌است. برای مثال در آیات ۱۵۷، ۱۶۳ و ۱۷۱ سوره نساء، آیات ۷۸ و ۱۱۴ سوره مائده، آیه ۸۵ سوره انعام، ۳۴ سوره مریم، ۷ سوره احزاب، ۱۳ شوری، ۶۳ زخرف و آیات ۶ و ۱۴ سوره زخرف این نام ذکر شده‌است.
در آیه ۸۷ سوره بقره دربارهٔ عیسی چنین آمده‌است:
در آیه ۳۶ سوره آل عمران هنگامی که مادر مریم، مریم را به دنیا آورد و دانست که او دختر است، چنین گفت:
«چون فرزند خویش بزاد، گفت: ای پروردگار من، این که زاییده‌ام دختر است — و خدا به آنچه زاییده بود، داناتر است — و پسر چون دختر نیست. او را مریم نام نهادم. او و فرزندانش را از شیطان رجیم در پناه تو می‌آورم.»
سخن گفتن عیسی در گهواره:
در هنگامی که مریم به فرمان خداوند روزهٔ سکوت گرفته بود و مردم علت فرزند دار شدن او را از او سؤال می‌کردند، او تنها به
عیسی که در گهواره بود اشاره کرد و عیسی با آنان سخن گفت و خود را پیامبر خدا معرفی کرد

### خدا دانستن عیسی
بنا بر آیات قرآن کسی که عیسی بن مریم را خدا بداند، کافر شده‌است. مسیحیان این‌گونه این دیدگاه را مطرح می‌کنند که منظور از خدا دانستن عیسی روح او است؛ در حالی که جسم عیسی یک جسم کاملاً مادی است.

### کشته نشدن
در سوره نسا در قرآن، به صراحت آمده‌است که عیسی را نکشتند. در آیه‌های ۱۵۷ و ۱۵۸ این سوره آمده‌است: ترجمه مکارم شیرازی
و گفتارشان که ما مسیح عیسی بن مریم پیامبر خدا را کشتیم در حالی که نه او را کشتند و نه به دار آویختند لکن امر بر آن‌ها مشتبه شد و کسانی که در مورد (قتل) او اختلاف کردند از آن در شک هستند و علم به آن ندارند و تنها از گمان پیروی می‌کنند و قطعاً او را نکشتند؛ بلکه خدا او را به سوی خود برد و خداوند توانا و حکیم است.

## عیسی در دیگر منابع اسلامی

### حمل عیسی در روز جمعه
در برخی احادیث اسلامی، دلیل اهمیت روز جمعه و تبدیل شدن آن به مهم‌ترین عید برای مسلمانان، حامله شدن مریم به عیسی، پس از ظاهر شدن روح الامین در قالب انسان مقابل وی دانسته شده‌است، که در قرآن آیات ۱۶ تا ۲۱ سوره مریم می‌گوید: 
و در این کتاب، مریم را یاد کن، آن هنگام که از خانواده‌اش جدا شد و در ناحیه شرقی قرار گرفت (۱۶) و میان خود و آنان حجابی افکند. در این هنگام، ما روح خود را بسوی او فرستادیم و او در شکل انسانی خوش‌اندام بر مریم ظاهر شد! (۱۷) او گفت: «من از شرّ تو، به خدای رحمان پناه می‌برم اگر پرهیزگاری!» (۱۸) گفت: «من فرستاده پروردگار توأم تا پسر پاکیزه‌ای به تو ببخشم!» (۱۹) گفت: «چگونه ممکن است فرزندی برای من باشد؟! در حالی که تاکنون انسانی با من تماس نداشته و زن آلوده‌ای هم نبوده‌ام!» (۲۰) گفت: «مطلب همین است! پروردگارت فرموده: این کار بر من آسان است! و او را برای مردم نشانه‌ای قرار دهیم؛ و رحمتی باشد از سوی ما! و این امری است پایان یافته» (۲۱)

### تبارنامه عیسی
از دید مسلمانان عیسی فرزند مریم بود. مریم به نوبه خود فرزند عمران و از تبار هارون برادر موسی و از طایفه لاوی بود. اگر بر اساس روایات اسلامی داود را نه از طایفه یهودا بلکه از طایفه لاوی بدانیم نظر مسلمانان و مسیحیان یکی خواهد شد.
بنابر حدیثی آدم و نوح پدران حقیقى مسیح و دیگرانند.

### عیسی و آخر الزمان از دید احادیث اسلام
در احادیث مسلمانان آمده‌است که در آخر الزمان، مهدی موعود ظهور خواهد کرد و عیسی نیز به همراه او باز خواهد گشت و دجال به دست عیسی کشته خواهد شد و عیسی پشت سر مهدی نماز خواهد خواند.